# Zooblax celebensis
Zooblax celebensis là một loài bọ cánh cứng trong họ Cerambycidae.